# Paracles
Paracles är ett släkte av fjärilar. Paracles ingår i familjen björnspinnare.

## Bildgalleri

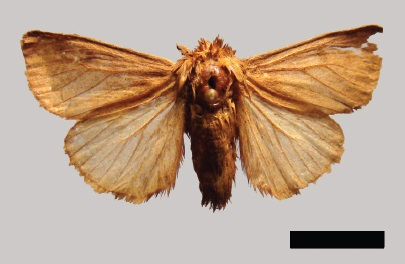
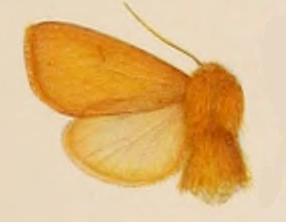
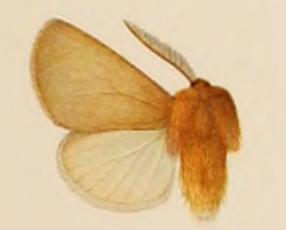
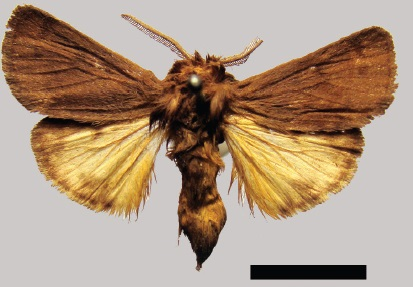
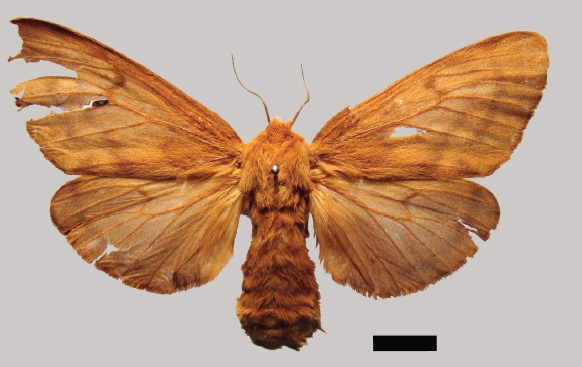
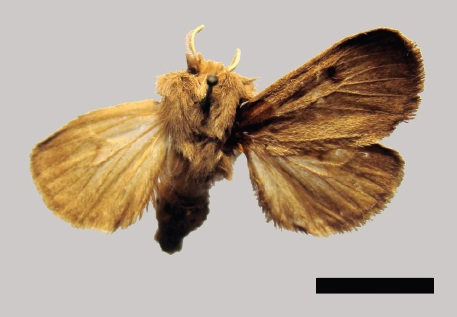

## Dottertaxa tillParacles, i alfabetisk ordning[1]
- Paracles affinis
- Paracles albescens
- Paracles alonia
- Paracles amarga
- Paracles amaryllis
- Paracles angustior
- Paracles antennata
- Paracles argentina
- Paracles aurantiaca
- Paracles azollae
- Paracles bergi
- Paracles bicolor
- Paracles bilinea
- Paracles bogotensis
- Paracles brittoni
- Paracles brunnea
- Paracles brunneivenis
- Paracles burmeisteri
- Paracles cajetani
- Paracles chionorrhaea
- Paracles cnethocampoides
- Paracles contraria
- Paracles costata
- Paracles deserticola
- Paracles discalis
- Paracles dukinfieldia
- Paracles elongata
- Paracles emerita
- Paracles felderi
- Paracles fervida
- Paracles flavescens
- Paracles fosterana
- Paracles fosteri
- Paracles fulvicollis
- Paracles fusca
- Paracles gigantea
- Paracles griseola
- Paracles haenschi
- Paracles herbuloti
- Paracles honora
- Paracles imitatrix
- Paracles insipida
- Paracles irritans
- Paracles juruana
- Paracles klagesi
- Paracles laboulbeni
- Paracles lateralis
- Paracles latior
- Paracles lehasi
- Paracles lehmanni
- Paracles luteola
- Paracles magna
- Paracles marcona
- Paracles marmorata
- Paracles multifarior
- Paracles nadiae
- Paracles nitida
- Paracles obscura
- Paracles obscurior
- Paracles ochriflua
- Paracles ockendeni
- Paracles pallicosta
- Paracles pallidivena
- Paracles palmeri
- Paracles palustris
- Paracles paula
- Paracles pectinalis
- Paracles persimilis
- Paracles peruensis
- Paracles peruviana
- Paracles phaeocera
- Paracles plectroides
- Paracles postflavida
- Paracles quadrata
- Paracles reversa
- Paracles romani
- Paracles rudis
- Paracles sericea
- Paracles severa
- Paracles severula
- Paracles sinelinea
- Paracles sordida
- Paracles soricina
- Paracles squalida
- Paracles steinbachi
- Paracles surgens
- Paracles tapina
- Paracles tegulata
- Paracles tenuis
- Paracles thursbyi
- Paracles tolimensis
- Paracles toulgoeti
- Paracles translucida
- Paracles ubiana
- Paracles uniformis
- Paracles ursina
- Paracles uruguayensis
- Paracles valstana
- Paracles variabilis
- Paracles variegata
- Paracles venata
- Paracles vivida
- Paracles vulpeculata
- Paracles vulpina